# Manilkara zenkeri
Manilkara zenkeri är en tvåhjärtbladig växtart som beskrevs av Paul Lecomte, André Aubréville och François Pellegrin. Manilkara zenkeri ingår i släktet Manilkara och familjen Sapotaceae. Inga underarter finns listade i Catalogue of Life.